# 馬塔科查山
10°41′43″S 77°00′41″W / 10.69528°S 77.01139°W
馬塔科查山（Mataqucha），是秘魯的山峰，位於該國中南部利馬大區，由戈爾戈爾區、安巴爾區和考胡爾區負責管轄，屬於安地斯山脈的一部分，海拔高度5,000米。